# Craniolacunia
La craniolacunia è un deficit osseo del cranio.

## Eziologia
Tra le varie cause si riconoscono:
- Trauma cranio-encefalico
- Intervento neurochirugico di rimozione ossea cranica per invasione ossea tumorale, infezione ossea o per stati di ipertensione endocranica refrattari alla terapia medica.

## Clinica

### Sintomi e segni
Deformità cranica e sindrome del trapanato cranico

## Trattamento
Per correggere questo deficit osseo si effettua un intervento chiamato cranioplastica.